# Каптерево (Новгородская область)
Каптерево — деревня в Окуловском муниципальном районе Новгородской области, относится к Боровёнковскому сельскому поселению.
Деревня расположена на правом берегу реки Льняная на Валдайской возвышенности, в 14 км к северу от Окуловки (31 км по автомобильной дороге), до административного центра сельского поселения — посёлка Боровёнка 9 км (11 км по автомобильной дороге).
Неподалёку, на противоположном берегу реки, находятся деревни: Дерняки и Коржава Дерняковская.
| 2010 |
| ---- |
| 3    |

## Транспорт
Ближайшая железнодорожная станция расположена на главном ходу Октябрьской железной дороги — в Боровёнке.